# Avirex Gabon
Avirex Gabon is een Gabonese luchtvaartmaatschappij met haar thuisbasis in Libreville.

## Geschiedenis
Avirex Gabon is opgericht in 1994.In 2006 werd een zustermaatschappij opgericht Avirex Guinee Equatoriale.

## Diensten
Avirex Gabon voert lijnvluchten uit naar:(zomer 2007)
Binnenland:
- Libreville.

Buitenland:
- Bamako, Cotonou, Lomé, Ouagadougou.

## Vloot
De vloot van Avirex Gabon bestaat uit:(juli 2016)
- 1 Douglas DC9-30